# Giovanni Antonio Rayneri
Giovanni Antonio Rayneri   (Carmagnola, 2 de març de 1810 - Chieri, 4 de juny de 1867), fou un eclesiàstic i pedagog italià promotor de la renovació de l'escola. Va ser un dels notables exponents de la pedagogia espiritualista catòlica del Risorgimento.

## Biografia
D'origen humil, es llicencià en filosofia a la Universitat de Torí el 1832. Va ser ordenat sacerdot el 1833. Exercí de professor de filosofia a l'institut d'educació secundària de Carmagnola fins al 1846. Per encàrrec del municipi de Torí redactà unes instruccions adreçades als mestres per tal renovar l'ensenyament al Regne de Sardenya-Piemont. A partir de 1844 fou col·laborador de l'afamat pedagog i teòleg Ferrante Aporti en diferents cursos per millorar la de metodologia dels mestres del regne. Que foren la llavor de la futura escola de magisteri.
Es dedica els anys següents a millorar la preparació dels mestres i a treballar per erradicar l'analfabetisme. Fou un dels promotors, el 1849, de la Società d'Istruzione e d'Educazione que agrupà els principats actors de la renovació educativa piemontesa del seu temps. L'any 1847 fou el primer catedràtic de pedagogia a Torí i de les universitats italianes. Col·laborà amb C. Boncompagni en la redacció de la llei orgànica d'educació de Piemont de 1848. Fou membre del Consell Superior d'Educació Pública, primer del Regne de Sardenya i, després de la unificació, del Regne d'Itàlia.
Pedagògicament, divulgà i trameté les propostes educatives d'August Hermann Niemeyer i de Johann Heinrich Pestalozzi, però, Raynèri va ser un entusiasta i convençut difusor de la pedagogia espiritualista d'Antonio Rosmini que tan connectava amb l'esperit del Risorgimento. En Rosmini trobà el camí a seguir lluny de l'empirisme de Locke o del sensualisme de Condillac, Podem percebre en detall la seva concepció de la pedagogia en la línia de l'espiritualisme catòlic mercès a l'edició pòstuma de les seves classes i lliçons a la universitat torinesa.
Treballà per a la refundació de la pedagogia com a ciència que havia estat mancada d'orientació i lideratge d'ençà de la Il·lustració i especialment pel pensament educatiu de Jean-Jacques Rousseau. Seguidor de la doctrina rosminiana des del punt de vista filosòfic i pedagògic, en canvi, se'n va distanciar en el camp polític. Defensà que l'educació, en el marc del Risorgimento, era un element important en la construcció del nou estat nacional i en la formació del nou ciutadà que Itàlia demandava. Giovanni Antonio Raynèri va ser un de les artífexs del moviment pedagògic que orientà l'escola italiana fins a finals del segle xix, el qual s'esforçà a combinar les necessitats de l'Itàlia unitària amb les prerrogatives i institucions educatives de l'Església catòlica, establint ponts entre el liberalisme moderat i el catolicisme conciliador.
El 1866 el ministre d'educació i exalumne seu Domenico Berti, li demanà participar en una nova reforma del sistema escolar, per fer-lo menys centralista i més atent a les peculiaritats regionals. Però la proposta fracassà i l'escola italiana es va continuar administrant d'acord amb la llei Casati, de 1859, pensada per una Itàlia que aleshores només incloïa les regions del nord i, per tant, poc funcional a les necessitats de la resta del país incorporat posteriorment.

## Obra
- Dello spirito della nuova legge organica sulla pubblica istruzione del 4 ottobre 1848. (1848)
- Primi principi di metodica (1850),
- Della unità delle scienze. Prolusione pel riaprimento degli Studi nella Regia Università di Torino l'anno 1856 (1856)
- Della Pedagogica. Libri Cinque, (1857)
- Della pedagogica (1859-69),
- Relazione sull'ordinamento della pubblica istruzione (1865).
- Manuale di pedagogia desunto dalle lezioni lette nell'Universita di Torino dal prof. G. Antonio Rayneri. (1876)